# Campeonato Mundial de Natação em Piscina Curta de 2021 - 200 m medley feminino
A prova dos 200 metros nado medley feminino do Campeonato Mundial de Natação em Piscina Curta de 2021 foi disputado no dia 20 de dezembro de 2021, na Etihad Arena, em Abu Dhabi, nos Emirados Árabes Unidos.

## Recordes
Antes desta competição, os recordes mundiais e do campeonato nesta prova eram os seguintes:
|                       | Nome           | Nacionalidade | Tempo   | Local | Data                  |
| --------------------- | -------------- | ------------- | ------- | ----- | --------------------- |
| Recorde mundial       | Katinka Hosszú | Hungria       | 2:01.86 | Doha  | 6 de dezembro de 2014 |
| Recorde do campeonato | Katinka Hosszú | Hungria       | 2:01.86 | Doha  | 6 de dezembro de 2014 |

## Medalhistas
| Ouro                 | Prata           | Bronze              |
| Sydney Pickrem (CAN) | Yu Yiting (CHN) | Kate Douglass (USA) |

## Resultados

### Eliminatórias
As eliminatórias ocorreram dia 20 de dezembro com um total de 31 nadadoras.
| Colocação | Bateria | Raia | Nadadora               | Nacionalidade              | Tempo   | Notas            |
| --------- | ------- | ---- | ---------------------- | -------------------------- | ------- | ---------------- |
| 1         | 2       | 6    | Kate Douglass          | Estados Unidos             | 2:04.24 | Q                |
| 2         | 2       | 2    | Yu Yiting              | China                      | 2:06.48 | Q                |
| 3         | 4       | 4    | Sydney Pickrem         | Canadá                     | 2:06.66 | Q                |
| 4         | 4       | 5    | Bailey Andison         | Canadá                     | 2:07.18 | Q                |
| 5         | 4       | 3    | Ilaria Cusinato        | Itália                     | 2:07.70 | Q                |
| 6         | 3       | 4    | Melanie Margalis       | Estados Unidos             | 2:08.16 | Q                |
| 7         | 3       | 5    | Maria Ugolkova         | Suíça                      | 2:08.30 | Q                |
| 8         | 4       | 7    | Kim Seo-yeong          | Coreia do Sul              | 2:08.60 | Q                |
| 9         | 4       | 8    | Ellen Walshe           | Irlanda                    | 2:08.69 | Recorde nacional |
| 10        | 3       | 0    | Marrit Steenbergen     | Países Baixos              | 2:08.74 |                  |
| 11        | 3       | 3    | Katie Shanahan         | Reino Unido                | 2:09.02 |                  |
| 12        | 2       | 5    | Zsuzsanna Jakabos      | Hungria                    | 2:09.15 |                  |
| 13        | 3       | 2    | Irina Shvaeva          | Federação Russa de Natação | 2:09.35 |                  |
| 14        | 4       | 9    | Kristen Romano         | Porto Rico                 | 2:09.72 | Recorde nacional |
| 15        | 4       | 1    | Lena Kreundl           | Áustria                    | 2:09.76 |                  |
| 16        | 4       | 6    | Kristýna Horská        | Chéquia                    | 2:10.16 |                  |
| 17        | 3       | 7    | Anastasiia Sorokina    | Federação Russa de Natação | 2:11.35 |                  |
| 18        | 4       | 2    | Catalina Corró         | Espanha                    | 2:11.60 |                  |
| 19        | 2       | 7    | Nathalia Almeida       | Brasil                     | 2:11.74 |                  |
| 20        | 1       | 6    | Anja Crevar            | Sérvia                     | 2:12.04 |                  |
| 21        | 4       | 0    | Diana Petkova          | Bulgária                   | 2:12.59 | Recorde nacional |
| 22        | 3       | 1    | Chloe Cheng            | Hong Kong                  | 2:12.70 |                  |
| 23        | 2       | 9    | Ieva Maļuka            | Letônia                    | 2:13.56 |                  |
| 24        | 3       | 9    | Jinjutha Pholjamjumrus | Tailândia                  | 2:13.91 | Recorde nacional |
| 25        | 1       | 4    | Alexandra Dobrin       | Roménia                    | 2:14.34 |                  |
| 25        | 1       | 7    | Nicole Frank           | Uruguai                    | 2:14.34 | Recorde nacional |
| 27        | 1       | 1    | Alondra Ortíz          | Costa Rica                 | 2:15.00 |                  |
| 28        | 2       | 8    | Florencia Perotti      | Argentina                  | 2:16.84 |                  |
| 29        | 1       | 5    | Iman Avdić             | Bósnia e Herzegovina       | 2:17.07 |                  |
| 30        | 3       | 8    | Maria Romanjuk         | Estónia                    | 2:17.08 |                  |
| 31        | 1       | 2    | Laura Melo             | Colômbia                   | 2:18.68 |                  |
| 32        | 1       | 3    | McKenna DeBever        | Peru                       | DNS     |                  |
| 32        | 1       | 8    | Georgia Damasioti      | Grécia                     | DNS     |                  |
| 32        | 2       | 0    | Quah Jing Wen          | Singapura                  | DNS     |                  |
| 32        | 2       | 1    | Nikoleta Trníková      | Eslováquia                 | DNS     |                  |
| 32        | 2       | 3    | Costanza Cocconcelli   | Itália                     | DNS     |                  |
| 32        | 2       | 4    | Anastasia Gorbenko     | Israel                     | DNS     |                  |
| 32        | 3       | 6    | Viktoriya Zeynep Güneş | Turquia                    | DNS     |                  |

### Final
A final foi realizada em 20 de dezembro.
| Colocação         | Raia | Nadadora         | Nacionalidade  | Tempo   | Notas |
| ----------------- | ---- | ---------------- | -------------- | ------- | ----- |
| Medalha de ouro   | 3    | Sydney Pickrem   | Canadá         | 2:04.29 |       |
| Medalha de prata  | 5    | Yu Yiting        | China          | 2:04.48 | , WJR |
| Medalha de bronze | 4    | Kate Douglass    | Estados Unidos | 2:04.68 |       |
| 4                 | 7    | Melanie Margalis | Estados Unidos | 2:06.02 |       |
| 5                 | 6    | Bailey Andison   | Canadá         | 2:06.13 |       |
| 6                 | 2    | Ilaria Cusinato  | Itália         | 2:06.92 |       |
| 7                 | 1    | Maria Ugolkova   | Suíça          | 2:07.26 |       |
| 8                 | 8    | Kim Seo-yeong    | Coreia do Sul  | 2:09.94 |       |

Legenda
| Recorde mundial       | Recorde mundial (World record)               |                       | Recorde africano                      | Recorde africano (African) |                                           | Q | Classificado por posição (Qualified) |
| Recorde do campeonato | Recorde do campeonato (Championship record)  | Recorde da América    | Recorde da América (Americas)         | q                          | Classificado por melhor tempo (Qualified) |   |                                      |
| Melhor marca do ano   | Melhor marca do ano (World leading)          | Recorde asiático      | Recorde asiático (Asian)              | DNS                        | Não largou (Did not start)                |   |                                      |
| Recorde nacional      | Recorde nacional (National record)           | Recorde europeu       | Recorde europeu (European)            | DNF                        | Não terminou (Did not finish)             |   |                                      |
| Recorde pessoal       | Recorde pessoal do atleta (Personal best)    | Recorde da Oceania    | Recorde da Oceania (Oceania)          | DSQ / DQ                   | Desclassificado (Disqualified)            |   |                                      |
| Recorde da temporada  | Recorde da temporada do atleta (Season best) | Recorde sul-americano | Recorde sul-americano (South America) | NM                         | Sem marca (No mark)                       |   |                                      |